# Парламентські вибори в Македонії 2014
Парламентські вибори в Македонії 2014 — дострокові вибори до парламенту Македонії 27 квітня 2014, треті дострокові парламентські вибори з часу здобуття Македонією незалежності від Югославії та треті дострокові парламентські вибори поспіль. Відбулися одночасно з другим туром чергових президентських виборів у цій державі. 

## Історія
Оголошені 6 березня 2014. До участі в них було подано і схвалено 14 списків кандидатів — усі від політичних партій та коаліцій. Загалом у виборах брали участь 51 партія. З них 9 виступали незалежно, 42 — у певних коаліціях. До коаліції на чолі з ВМРО-ДПМНЄ долучилися 23 партії — майже половина від загальної кількості партій, що взяли участь у цих виборах.
На виборах перемогла коаліція під проводом ВМРО-ДПМНЄ. Опозиція на чолі з СДСМ розцінила вибори як неправочинні і вирішила бойкотувати роботу парламенту — Зборів Македонії. 19 червня 2014 р. Збори затвердили новий уряд, який повторно було сформовано внаслідок коаліції між ВМРО-ДПМНЄ та ДСІ і на чолі якого знову став Никола Груєвський.
Після 15-місячного бойкоту 1 вересня 2015 р. опозиція під керівництвом СДСМ повертається до парламенту.

## Виборча модель
Парламент обирається строком на чотири роки. Зі 123 обраних депутатів 120 обираються пропорційним представництвом у 6 округах. Троє інших обирається більшістю в один тур: по одному на три виборчі округи в Європі та Африці, Північній та Південній Америці, Австралії та Азії.

## Результати
Мандати між партіями розподілилися таким чином:
| Партія/коаліція                      | Партія/коаліція                        | Мандати | +/- |
| ------------------------------------ | -------------------------------------- | ------- | --- |
| Коаліція на чолі з ВМРО-ДПМНЄ        | ВМРО-ДПМНЄ                             | 52      | ▲5  |
| Коаліція на чолі з ВМРО-ДПМНЄ        | Соціалістична партія Македонії         | 3       | ▬   |
| Коаліція на чолі з ВМРО-ДПМНЄ        | Демократичний союз                     | 1       | ▬   |
| Коаліція на чолі з ВМРО-ДПМНЄ        | Демократичне оновлення Македонії       | 1       | ▬   |
| Коаліція на чолі з ВМРО-ДПМНЄ        | Партія демократичної дії Македонії     | 1       | ▬   |
| Коаліція на чолі з ВМРО-ДПМНЄ        | Демократична партія турків             | 1       | ▬   |
| Коаліція на чолі з ВМРО-ДПМНЄ        | Демократична партія сербів у Македонії | 1       | ▬   |
| Коаліція на чолі з ВМРО-ДПМНЄ        | Союз ромів у Македонії                 | 1       | ▬   |
| Коаліція під керівництвом СДСМ       | СДСМ                                   | 27      | ▼2  |
| Коаліція під керівництвом СДСМ       | Нова соціал-демократична партія        | 3       | ▼1  |
| Коаліція під керівництвом СДСМ       | Ліберально-демократична партія         | 3       | ▲3  |
| Коаліція під керівництвом СДСМ       | Партія руху турків                     | 1       | ▲1  |
| Демократичний союз за інтеграцію     | Демократичний союз за інтеграцію       | 19      | ▲5  |
| Демократична партія албанців         | Демократична партія албанців           | 7       | ▼1  |
| ГРОМ                                 | ГРОМ                                   | 1       | ▲1  |
| Національне демократичне відродження | Національне демократичне відродження   | 1       | ▼1  |
| Загалом                              | Загалом                                | 123     | ▬   |